# Hernani (Eastern Samar)
Hernani is een gemeente in de Filipijnse provincie Eastern Samar op het eiland Samar. Bij de laatste census in 2007 had de gemeente bijna 8 duizend inwoners.

## Geografie

### Bestuurlijke indeling
Hernani is onderverdeeld in de volgende 13 barangays:
| - Barangay 1 - Barangay 2 - Barangay 3 - Barangay 4 - Batang - Cacatmonan - Canciledes | - Carmen - Garawon - Nagaja - Padang - San Isidro - San Miguel |

## Demografie
Hernani had bij de census van 2007 een inwoneraantal van 7.974 mensen. Dit zijn 332 mensen (4,3%) meer dan bij de vorige census van 2000. De gemiddelde jaarlijkse groei komt daarmee uit op 0,59%, hetgeen lager is dan het landelijk jaarlijks gemiddelde over deze periode (2,04%). Vergeleken met de census van 1995 is het aantal mensen met 81 (1,0%) afgenomen.

De bevolkingsdichtheid van Hernani was ten tijde van de laatste census, met 7.974 inwoners op 49,42 km², 161,4 mensen per km².